# Comuna Novomîkolaiivka, Vîsokopillea
Novomîkolaiivka (în ucraineană Новомиколаївка) este o comună în raionul Vîsokopillea, regiunea Herson, Ucraina, formată din satele Cervonoarmiiske și Novomîkolaiivka (reședința).

## Demografie
Componența lingvistică a comunei Novomîkolaiivka
     Ucraineană (94,86%)
     Rusă (4,02%)
     Alte limbi (0,56%)
Conform recensământului din 2001, majoritatea populației comunei Novomîkolaiivka era vorbitoare de ucraineană (94,86%), existând în minoritate și vorbitori de rusă (4,02%).